# ناتاليا تسيلينسكايا
ناتاليا تسيلينسكايا (بالروسية: Цилинская, Наталья Валерьевна) مواليد 30 أغسطس 1975 في مينسك، هي متسابقة دراجات بيلاروسية. شاركت في دورة الألعاب الأولمبية الصيفية وحققت ميدالية برونزية.

## الميداليات
| الميدالية | المسابقة                               |
| --------- | -------------------------------------- |
| برونزية   | سباق الدرجات الهوائية في أولمبياد 2004 |

## وصلات خارجية
- الموقع الرسمي

## روابط خارجية
- ناتاليا تسيلينسكايا على موقع الاتحاد الدولي للدراجات (الإنجليزية)
- ناتاليا تسيلينسكايا على موقع أرشيف الدراجات (الإنجليزية)
- ناتاليا تسيلينسكايا على موقع أوليمبيديا (الإنجليزية)